# Bahnhof Münster-Mecklenbeck
Der Bahnhof Münster-Mecklenbeck liegt an den Bahnstrecken Wanne-Eickel–Hamburg sowie Coesfeld–Münster und markiert den westlichen Anfang der Güterumgehungsbahn Münster.

## Geschichte
Mit Eröffnung der Bahnstrecke von Wanne-Eickel nach Hamburg erhielt Mecklenbeck 1886 einen Bahnhof, welcher durch die Inbetriebnahme der Bahnstrecke von Empel-Rees und Coesfeld im Jahr 1908 eine Funktion als Trennungsbahnhof erhielt. Der Bau der hier beginnenden Güterumgehungsbahn sorgte 1930 für eine erneute Erweiterung der Gleisanlagen. Im Jahr 1966 wurde das Relaisstellwerk Mef in Betrieb genommen. Dieses wurde von 1993 bis 2018 ferngesteuert und durch ein von Dülmen ferngesteuertes ESTW ersetzt.
Am 23. Mai 1982 wurde zunächst die Bedienung im Personenverkehr an der Strecke nach Coesfeld und am 2. Juni 1992 der an der Strecke nach Recklinghausen bzw. Münster eingestellt.

### Reaktivierung
Ursprünglich sollte die Bahnstation zusammen mit dem Haltepunkt Münster-Roxel im Jahr 2014 reaktiviert werden. Die Reaktivierung verzögerte sich jedoch aufgrund der Einführung des Halbstundentakts auf der Bahnstrecke Münster–Coesfeld, wodurch der Bahnhof im Gegensatz zu früher als Kreuzungsbahnhof mit neuen Signalanlagen und einem zweiten Bahnsteiggleis ausgelegt werden musste. Zeitgleich mit dem Bau der neuen Bahnstation wurde auch der Bahnübergang an der Heroldstraße geschlossen und durch eine Unterführung ersetzt. Während der Arbeiten in Mecklenbeck fuhren ein halbes Jahr lang keine Züge zwischen Münster-Roxel und Münster (Westf) Hbf. Seit dem 9. Dezember 2018 halten wieder planmäßig Personenzüge in Mecklenbeck.

## Bedienung
| Linie | Linienverlauf | Takt                                            |
| ----- | --- | ----------------------------------------------- |
| RB 63 | Baumberge-Bahn: Coesfeld (Westf) – Coesfeld Schulzentrum – Lutum (stündlich) – Billerbeck – Havixbeck – Münster-Roxel – Münster-Mecklenbeck – Münster (Westf) Hbf (– Münster Zentrum Nord) (nur wochentags) Stand: Fahrplanwechsel Dezember 2023 | 60 min 30 min (Coesfeld–Münster Hbf wochentags) |